# Nedko Solakov
Nedko Solakov (Červen Brjag, 1957) è un artista bulgaro.

## Biografia
Nedko Solakow studia presso l'Accademia di Belle Arti di Sofia dove si laurea in pittura murale nel 1981 con Mito Ganovski; dal 1985 all'86 poi studia presso l'Accademia di Belle Arti di Anversa. Dal 1990 riceve borse di studio a Zurigo, Vienna, Berlino, nel 2001 a Stoccolma, e nel 2002 a Kitakyūshū. La sua prima mostra personale si tiene nel 1981 nella galleria Rakovski 108 a Sofia. Nel 1995 è membro della fondazione dell'Istituto di Arte Contemporanea di Sofia. Solakow prende regolarmente parte a mostre collettive internazionali, partecipa diverse volte alla Biennale di Istanbul (1992, 1995, 2005) e alla Biennale di Venezia (1993, 1995, 1999, 2001, 2003, 2007), qui nel 2007 riceve la menzione d'onore della giuria per la sua partecipazione alla mostra centrale internazionale. 

## Lavoro

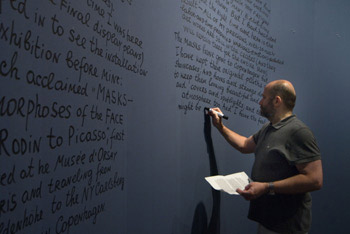
Mathildenhöhe Darmstadt, 2009

## Mostre personali (selezione)
- 1996 Desires, ARNDT, Berlino
- 1998 Silly, ARNDT, Berlino
- 2002 Studies for Romantic Landscapes with Missing Parts (and tips for the average global citizen) ARNDT, Berlino
- 2004 Rivals, Centre d'Art Santa Monica, Barcellona
- 2005 Leftovers, Kunsthaus Zurich, Zurigo
- 2006 Earlier Works, Kunsthalle Mannheim
- 2006 Back to Back," Lombard-Freid Projects, New York
- 2007 New Noah's Ark, Stupiditz and the Wave, ARNDT, Berlino
- 2007 Wrong Material," Galleria Continua, San Gimignano
- 2009 Emotions, Mathildenhöhe, Darmstadt
- 2009 The Freedom of Speech (or how to argue properly), Castello di Rivoli, Torino
- 2010 Optimistic Stories, ARNDT, Berlino
- 2010 I miss Socialism, maybe, Galleria Continua, Pechino
- 2011 All in (My) Order, with Exceptions, Fondazione Galleria Civica, Trento
- 2011 Beauty, Galleria Massimo Minini, Brescia
- 2012 All in Order, with Exceptions, Museu de Arte Contemporanea Serralves, Porto

## Collezioni pubbliche italiane
- Castello di Ama, Ama
- Castello di Rivoli Museo di Arte Contemporanea, Rivoli
- Collezione La Gaia, Busca
- Fondazione Giuliani, Roma
- UniCredit Group Collection, Roma